# Heterocoryne caribbensis
Heterocoryne caribbensis is een hydroïdpoliep uit de familie Sphaerocorynidae. De poliep komt uit het geslacht Heterocoryne. Heterocoryne caribbensis werd in 1986 voor het eerst wetenschappelijk beschreven door Wedler & Larson. 